# Athlete (группа)
«Athlete» — британская инди-рок-группа.

## История
Лондонская команда Athlete, состоящая из друзей детства Кэри Уиллетса (Carey Willets), Джоела Потта (Joel Pott), Стива Робертса (Steve Roberts) и Тима Уонстолла (Tim Wanstall), появилась на заре нового тысячелетия, как новая группа экспериментального инди-рока. Первый год своего существования атлеты провели в записи своего первого EP. Athlete начали свою карьеру с покорения английского Top 40 - синглы "El Salvador" и "You Got the Style" быстро нашли своего слушателя, а также давали возможность судить о собственном стиле команды. А сингл «Westside» был назван записью недели на BBC Radio 1.

## Альбомы
Первый полноценный альбом группы, названный «Vehicles & Animals», отличался яркой, немного даже весёлой энергетикой, приправленной партиями бюджетных электронных инструментов, напоминающих звук 8-битных приставок. Но всё же наибольшую славу атлетам принёс альбом «Tourist», выпущенный в 2005 году. В отличие от первого альбома, он имел немного меланхоличное, слегка грустное наполнение и обладал более богатым звуком. А первый промосингл "Wires" с этого альбома поднялся на 4 строчку британского хит-парада. В феврале 2007 года группа закончила работу над своим третьим альбомом «Beyond The Neighbourhood». В продажу этот диск поступил уже в сентябре и пришёлся по вкусу всем почитателям группы. Промосингл «Hurricane» стал ярким свидетельством качественного роста группы. В апреле-месяце группа анонсировала 29-дневный тур по Британии, который пройдёт с июня по июль, в поддержку своего нового альбома Black Swan, релиз которого намечен на 24 августа 2009

## Дискография

### Альбомы
| Год  | Альбом                   | UK Album Chart |
| ---- | ------------------------ | -------------- |
| 2003 | Vehicles and Animals     | 19             |
| 2005 | Tourist                  | 1              |
| 2007 | Beyond the Neighbourhood | 5              |
| 2009 | Black Swan               | 18             |

### Синглы
| Год  | Песня                                    | UK Singles Chart | Альбом                   |
| ---- | ---------------------------------------- | ---------------- | ------------------------ |
| 2002 | «Athlete (EP)»                           | 85               |                          |
| 2002 | «You Got the Style»                      | 37               | Vehicles and Animals     |
| 2002 | «Beautiful»                              | 41               | Vehicles and Animals     |
| 2003 | «El Salvador»                            | 31               | Vehicles and Animals     |
| 2003 | «Westside»                               | 42               | Vehicles and Animals     |
| 2003 | «You Got the Style» re-issue             | 42               | Vehicles and Animals     |
| 2005 | «Wires»                                  | 4                | Tourist                  |
| 2005 | «Half Light»                             | 16               | Tourist                  |
| 2005 | «Tourist»                                | 43               | Tourist                  |
| 2005 | «Twenty Four Hours» / «Stand In the Sun» | 42               | Tourist                  |
| 2007 | «Hurricane»                              | 31               | Beyond the Neighbourhood |
| 2007 | «Tokyo»                                  | 198              | Beyond the Neighbourhood |
| 2009 | «Superhuman Touch»                       | 71               | Black Swan               |
| 2009 | «Black Swan Song»                        | 127              | Black Swan               |
| 2009 | «The Getaway»                            | -                | -                        |
| 2009 | «Back Track»                             | -                | -                        |